# Сокотра
Сокотра (арап. سقطرى) је острво и име острвске групе у северозападном Индијском океану. Овај архипелаг припада Републици Јемен. Налази се на источном излазу из Аденског залива, удаљен од 100 до 350 км од Рога Африке, и око 350 км јужно од Арабије.

## Архипелаг
Групи острва припада главно острво Сокотра, које има површину од 3.579 км² и 42.400 становника (стање 2004). Западно од њега су мања острва Абд ал-Кури (162 км², око 300 становника), Самха (45 км², 100 становника) и Дарса (10 км², без становништва). Ту су још неколико ненастањених острваца и хриди. Западна тачка острва Абд ал-Кури налази се око 100 км источно од рта Гардафуи, североисточног шпица Рога Африке. Главно насеље архипелага је место Хадибу на главном острву са 8.545 становника.
Од 2008. острва су проглашена природном светском баштином УНЕСКО.

## Географија и клима
Својом величином 3625 км², Сокотра је највеће острво архипелага, у којем се још налазе и острва Абд Ал Кури, Самха и Дарса. Главно острво дели се на уску приобалну равницу, кречњачку висораван с крашким пећинама и планине Хагхиер, које досежу 1525 метара. Сокотра административно припада мухафази Хадрамаут, некада је била део удаљене Мухафазе Адан.
Клима је углавном тропска пустињска и степска (Кепенова класификација климата: BWh и BSh), монсуни доносе јаке ветрове.

## Флора и фауна
Дуга геолошка изолованост острва створила је специфичну ендемску флору, а сматра се да је ендемских врста преко 800. Једна од најпрепознатљивијих јесте Змајско дрво (Draceana cinnabari), које се користи у медицини Dorstenia gigas.
Фауна је такође специфична. На острву има неких ендемских птица: Onuchagnathus frater, Passer insularis и Rhunhostruthus socotranus.
Због богатства свог биодиверзитета Сокотра је стављена под заштиту УНЕСКО-а у јуну 2008. године, Сокотру зову драгуљем Арапског мора.

## Становништво
Готово цело становништво острва (Сокотранци, око 50.000) смештено је на главном острву. Највећи град је Хадибу с 8.545 становника (попис из 2004), остала већа насеља су; Калансијах (3.862) и Кадуб (929).
Острва Абд Ал Кури и Самха имају око 1000 становника. Острво је од јуна до септембра готово неприступачно.